# Jarrod Francisco
Jarrod Francisco (Curaçao, 1971) is mede-oprichter van het multiculturele theaterhuis Likeminds. Tot medio 2023 was hij directeur van dit theatercollectief. Francisco trad eveneens op als commentator op maatschappelijke ontwikkelingen.
Francisco zag als jongerenwerker in Amsterdam Bijlmer de slechte reputatie van de wijk en wilde de jongeren daar hun creativiteit laten ontdekken. Samen met Melvin en Glen Faria en Adeiye Tjon richtte hij daarom in 2002 het theatercollectief Likeminds op. Dat was in eerste instantie bedoeld voor locale jongeren met talent, maar zonder theateropleiding. De uitvoeringen stelden maatschappelijke problemen aan de kaart, zoals vrouwenongelijkheid, seksueel geweld, racisme, opgroeien in twee culturen en onrecht. Door de jaren heen professionaliseerde en groeide Likeminds onder zijn leiding aanzienlijk; in 2022 ontving de stichting ruim 1,4 miljoen euro aan structurele, publieke subsidies.
Naar aanleiding van een onderzoek door Bureau Bezemer & Schubad in mei 2023 verscheen in september van dat jaar in NRC een artikel, waarin zestien (oud)medewerkers van Likeminds stelden dat Francisco zich (seksueel) grensoverschrijdend, dominant en toxisch had opgesteld als directeur. Hij werd na het onderzoek op non-actief gesteld. In juni 2024 verscheen een onderzoek van Stichting Sociale Veiligheid Podiumkunsten over de kwestie, volgens welke de misstanden die bij theaterhuis Likeminds passen binnen een „breed gedragen patroon”, en het werd aannemelijk geacht dat het grensoverschrijdend gedrag te maken had met „de machtspositie van de directeur”. Ook was er kritiek op „stakeholders in de sector en andere personen met een (formeel of informeel) hiërarchische rol binnen de organisatie”, die volgens de commissie „wel algemeen bewustzijn hadden over het grensoverschrijdend gedrag, maar dat dit onvoldoende leidde tot (pro)actief handelen”.